# Moskva oblast
Moskva oblast är ett oblast i Ryssland, och omger landets huvudstad Moskva. Området administreras från Moskva, men staden ingår inte i oblastet utan är en av landets tre självständiga, federala städer (Sankt Petersburg och Sevastopol är de andra). Oblastet har en yta på 45 900 km² och cirka 7,2 miljoner invånare.
Moskva oblast upprättades den 3 juni 1929.

## Större städer i Moskva oblast
| · Balasjicha Chimki Domodedovo Elektrostal Kolomna Koroljov Krasnogorsk Ljubertsy Mytisjtji · Noginsk Odintsovo Orechovo-Zujevo Podolsk Pusjkino Sergijev Posad Serpuchov Sjtjelkovo Zjeleznodorozjnyj Zjukovskij Läget för några större städer i Moskva oblast. | Följande städer har cirka 100 000 invånare eller mer. Många av dessa är förorter till Moskva. - Balasjicha - Chimki - Domodedovo - Elektrostal - Kolomna - Koroljov - Krasnogorsk - Ljubertsy - Mytisjtji - Noginsk - Odintsovo - Orechovo-Zujevo - Podolsk - Pusjkino - Sergijev Posad - Serpuchov - Sjtjelkovo - Zjeleznodorozjnyj - Zjukovskij |